# 63305 Bobkepple
63305 Bobkepple este un asteroid din centura principală de asteroizi.

## Descriere
63305 Bobkepple este un asteroid din centura principală de asteroizi. A fost descoperit pe 17 martie 2001 la Junk Bond Observatory de David Healy (astronom). Asteroidul prezintă o orbită caracterizată de o semiaxă mare de 3,20 ua, o excentricitate de 0,15 și o înclinație de 5,6° în raport cu ecliptica.